# Парапапарам
«Парапапарам» — команда КВН из Москвы, представляет МГИМО.

## История
Образовалась в 2003 году. Чемпионы Лиги Москвы и Подмосковья 2008 года. Чемпионы Премьер-лиги КВН 2009 года. В 2010 году сошли на стадии 1/8, заняв последнее место в своей подгруппе. В сезоне 2011 года команда стала финалистом Высшей Лиги. В 2012 году дошли до полуфинала. В 2013 году в очередной раз попали в финал, где заняли последнее место, но стали бронзовыми призерами (второе место разделили команды «Сборная Камызякского края» и «Днепр»), во время выступления объявили, что 2013 — это их последний сезон в Высшей Лиге КВН.
В середине марта 2017 года появился отчёт центра стратегической коммуникации НАТО (англ. NATO Strategic Communications Centre of Excellence), значительная часть которого была отведена программе КВН с подробным разбором выступлений команды «Парапапарам». В данном отчёте группа из шести исследователей рассматривала КВН не только как телевизионное шоу, коммерческий продукт или бизнес-модель, но и как инструмент геостратегического влияния Кремля. Некоторые участники команды заявили, что поначалу им было трудно воспринимать серьёзно существование такого отчёта и заметили, что относиться к подобным вещам нужно с известной долей юмора.

## Стиль
Стиль команды — интеллигентный, динамичный текстовый. Главный козырь команды — пародии Ивана Абрамова.

### Объекты пародий
- Александр Васильев
- Юрий Вяземский
- Александр Гордон
- Евгений Гришковец
- Дмитрий Губерниев
- Иван Затевахин
- Геннадий Зюганов
- Сергей Лавров
- Юрий Лужков
- Андрей Малахов
- Елена Малышева
- Александр Масляков-младший
- Александр Масляков
- Сергей Миронов
- Дмитрий Нагиев
- Алексей Пиманов
- Владимир Познер
- Михаил Ширвиндт
- Константин Эрнст

Кроме них, Иван Абрамов также пародировал участников КВН — Кирилла Коковкина («Союз»), Дмитрия Янушкевича («Кефир»), Сергея Писаренко («Уездный город»), Азамата Мусагалиева («Сборная Камызякского края»), Максима Киселёва («Триод и Диод») и других.

## Состав команды
- Иван Абрамов — капитан команды, автор, актёр.
- Артём Скок — автор, актёр.
- Дарья Скок — директор, автор, актриса.
- Евгений Чукаров — автор, актёр.
- Роман Филин — автор, актёр.
- Сергей Оборин — автор, актёр (Команда КВН Сердце Сибири).
- Леонид Моргунов — автор, актёр (Команда КВН Сердце Сибири).
- Артём Томяк — автор, актёр.
- Евгений Перов — автор, актёр.
- Александр Трыкин — автор, актёр, вокалист.
- Михаил Степанов — звукорежиссёр, музыкант.
- Евгений Платонов — автор, актёр.

## ПостКВН
Иван Абрамов — постоянный участник шоу «StandUp» на ТНТ с 2014 года, с 2020 года является наставником в шоу «Открытый микрофон» на протяжении трёх сезонов. В 2021 году принимал участие в шоу «Игра» в составе коллектива «Наша Команда» вместе с Филиппом Ворониным («ДАЛС»), Расулом Чабдаровым и Алексеем Щербаковым. В 2022 году на собственном Youtube-канале запустил «Подкаст Абрамова», в котором общается со своими гостями из мира юмора на откровенные темы, касающиеся взросления, воспитания и жизни, а в 2023 — шоу «Родная речь», где гости в соревновательной форме должны рассуждать на заданные темы, следя за правильностью речи. С 1 июня 2023 года деятельность Youtube-канала приостановлена, а выход всех проектов перенесён в VK Видео.
Роман Филин после окончания КВНовской карьеры стал сценаристом телевизионных программ, а в 2021 году принял участие в шестом сезоне шоу «Открытый микрофон», где попал в команду Ивана Абрамова.
Сергей Оборин и Артём Томяк — чемпионы Высшей лиги 2021 года в составе команды «Неудержимый Джо».